# 棒紅楔盲蝽
棒紅楔盲蝽（学名：Rubrocuneocoris nodus）为盲蝽科紅楔盲蝽屬下的一个种。